# كاستيلفوليت دي رايوبريغوس
بلدية كاستيلفوليت دي ريوْبريغوس (بالكاتالانية: Castellfollit de Riubregós) هي إحدى بلديات مقاطعة برشلونة، والتي تقع في منطقة كاتالونيا، شرق إسبانيا.
يبلغ عدد سكانها 194 نسمة وفقاً لإحصائية سنة (2007).